# Hadrodactylus townesi
Hadrodactylus townesi är en stekelart som beskrevs av Idar 1983. Hadrodactylus townesi ingår i släktet Hadrodactylus och familjen brokparasitsteklar. Inga underarter finns listade i Catalogue of Life.